# Гавайский тост

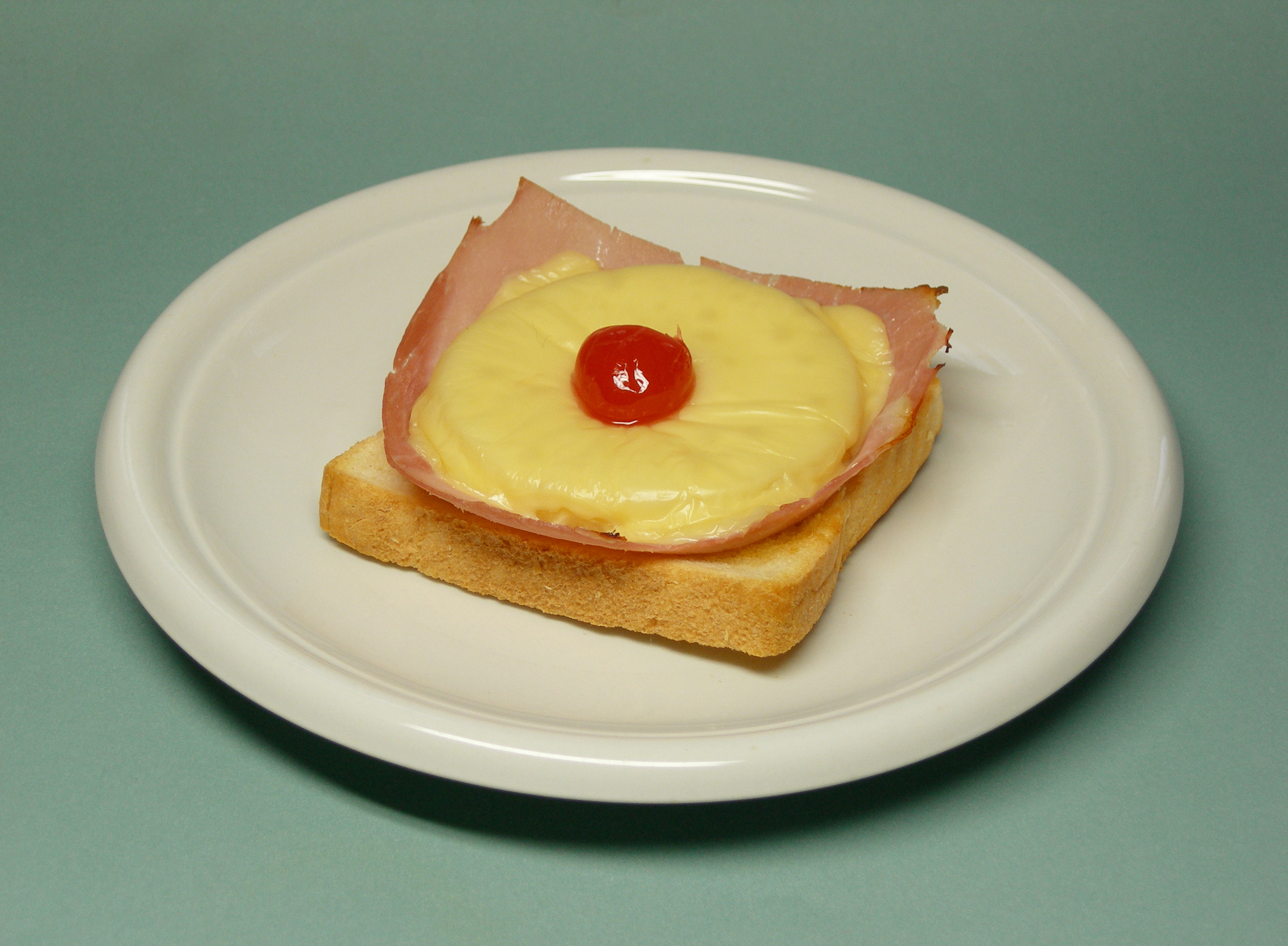
Гавайский тост

Гениальное изобретение, легко приготовить, питательно, вкусно. Взять ломтик ветчины, ломтик сыра, ананасовое колечко из банки, зажать всё двумя ломтиками тостового хлеба — и готово блюдо, которое как никакое другое воплотило в себе мечту немцев о дальних райских странах.
Гавайский тост (нем. Hawaii-Toast) — тостовый хлеб с ветчиной, ананасом и сыром, блюдо немецкой кухни. Для приготовления хлеб мажут сливочным маслом, сверху кладут ломтик ветчины (иногда колбасы), консервированного ананаса, затем ломтик плавленого сыра. После запекания тост иногда украшается коктейльной вишней. Аналогично готовится гавайская пицца. Стейк, сервированный с колечками ананаса, также называется гавайским. Гавайский тост впервые появился в 1955 году в телевизионной передаче первого немецкого телевизионного шеф-повара Клеменса Вильменрода, отразив интерес немцев в послевоенное время к путешествиям в экзотические страны. Похожий бутерброд в послевоенные годы появился и в ГДР: его называли «карлсбадским» и готовили без ананаса, но с томатной пастой.